# Mai 1968 (Miró)
Pour l’article homonyme, voir Mai 1968.
Mai 1968 est une toile de Joan Miró  commencée en 1968 à Paris  et inspirée par l'enthousiasme de son ami Jacques Dupin. Elle est terminée cinq ans plus tard, en 1973

## Contexte
Jacques Dupin fait lui-même le récit des circonstances dans lesquelles le peintre a réalisé cette œuvre : 

« Mai 68, j'arrive à Paris pour installer l'exposition de la Santa Creu, je parle à Miró, je lui communique mon exaltation, mon anxiété, le jeu et l'enjeu d'un printemps extravagant. Il se lance dans la peinture de ce tableau qui ne sera terminé que cinq ans plus tard. Mais dont les tâches et les couleurs, l'insurrection du graphisme noir, les empreintes des mains sont révélatrices de l'évènement qui les a provoqué. »

Les peintures de cette période effervescente rejoindront une importante sélection rétrospective pour le soixante quinzième anniversaire du peintre en plusieurs lieux différents : la Fondation Maeght, la Fondation Miró et la cathédrale de la Santa Creu à Barcelone, et le Haus der Kunst à Munich.
Pendant cette période, Miró est en pleine effervescence, avec une peinture exubérante qui se termine en 1973 par une suite de peintures lacérées au couteau, puis brûlées à l'essence et au chalumeau

## Description
Sur un fond blanc,  le peintre a jeté des taches dans les couleurs vives typiques de la palette de cette période : bleu, rouge, vert, jaune, orangé. Ces taches de couleurs sont écrasées par des traits noirs et épais. À cet ensemble se superpose en premier plan une large tache noire d'où dégoulinent des traits noirs fait avec les doigts, imitant l'impact ou le jet d'une boule de peinture noire.